# Lea Lander
Lea Lander (* 1936, auch bekannt als Lea Krüger) ist eine deutsche Schauspielerin mit italienischer Filmkarriere.
Eine erste kleine Rolle hatte Hardy Krügers Cousine Lea Krüger als Lehrerin in Wolfgang Glücks Worüber man nicht spricht – Frauenarzt Dr. Brand greift ein (1958). Es folgten kleine Parts in Laß mich am Sonntag nicht allein (1959) und in italienischen Filmen (Der Tiger von Sardes, Blutige Seide). Sie nannte sich fortan Lea Lander. In Federico Fellinis Julia und die Geister trat sie noch ungenannt als Partygast auf. In Fernando Di Leos Giallo Amarsi male, in dem sie neben Gianni Macchia und Nieves Navarro ein Call-Girl spielte, fiel sie erstmals auf. In Pasquale Festa Campaniles Erotikkomödie Warum läufst du immer nackt herum? spielte sie die Ehefrau des Präsidenten (Gastone Moschin) und in Le vergine di Bali die Verlobte von George Ardisson.
Sie spielte in den 1970er Jahren vorwiegend in italienischen Poliziotteschi und Gialli wie Der Mondscheinkiller. In ihren bekanntesten Filmen wurde sie von den Filmhelden am Ende ermordet: in Mario Bavas Wild Dogs wurde sie von Mr. 32 George Eastman gequält und dann von dessen Freund Bisturi (Don Backy) am Ende erschossen. In Die eiskalten Killer (1977) ist sie das Gangsterliebchen von Gabriele Ferzetti, das am Ende vom Helden Marc Porel erschossen wird. Als sadistische SS-Oberaufseherin und Folterin Dr. Erika Lessing im Trash-Exploitation-Film Wüstenfüchse kennen kein Erbarmen (1978) fand sie nach dem Gegenschlag ihrer US-amerikanischen Gefangenen auch ein grausiges Ende. 1978 endete auch ihre aktive Filmkarriere, bis auf ein kurzes Comeback 1992 als Oberin in Il giorno del porco.
Lander wandte sich der Produktion zu und veröffentlichte in dieser Funktion u. a. den Bavas Wild Dogs, der bis dahin nicht zu sehen gewesen war.

## Filmografie (Auswahl)
- 1958: Worüber man nicht spricht
- 1959: Laß mich am Sonntag nicht allein
- 1963: Der Tiger von Sardes (Goliath e la schiava ribelle)
- 1964: Blutige Seide (Sei donne per l'assassino)
- 1969: Warum läufst du immer nackt herum? (Dove vai tutta nuda?)
- 1974: Wild Dogs (Cani arrabbiati)
- 1976: Der Mondscheinkiller (4 minuti per 4 miliardi)
- 1977: Wüstenfüchse kennen kein Erbarmen (Kaput Lager – Gli ultimi giorni delle SS)
- 1978: Die eiskalten Killer (Porci con la P38)
- 1978: Zanna Bianca e il grande Kid
- 1992: Il giorno del porco